# 花剌子模语
花剌子模语是花剌子模（别称“回回国”）使用的官方语言，语言归属印欧语系伊朗语支，约于13世纪流失。地理分布为咸海之南，今乌兹别克斯坦费尔干纳盆地一带。语言学家对花剌子模语的了解停留在中古波斯语同时期的阶段，而对其上古语言形态却了解甚少。在中亚河中地区被伊斯兰化之前，即8世纪前期之前，花剌子模语是用一种类似粟特字母的字母文字来书写，其中包含了一些亞蘭字母的借文。12世纪左右，由于蒙古、突厥的侵征，两河地区逐渐被突厥化，而后又被察合台汗国、伊利汗国的征服者波斯化，此后各种突厥语族语言以及波斯语代替了当地的花剌子模语。花剌子模语终于13世纪，此后不再见到用花剌子模文标示的钱币。